# Fatherland (film 1986)
Fatherland è un film del 1986 diretto da Ken Loach.

## Trama
Costretto ad oltrepassare il muro di Berlino a causa del contenuto politico delle sue canzoni, Klaus Drittemann spera di poter continuare a suonare ma anche di ritrovare suo padre, che aveva lasciato Berlino Est trent'anni prima. L'incontro con una giovane giornalista francese sembra metterlo sulla buona strada ma la scoperta che lo attende è inaspettata e sconvolgente.

## Produzione
Il Film è ispirato alla vera storia del cantante tedesco Gerulf Pannach.